# Brizon (Haute-Savoie)
Brizon település Franciaországban, Haute-Savoie megyében. Lakosainak száma 465 fő (2022. január 1.). Brizon Bonneville, Mont-Saxonnex és Glières-Val-de-Borne községekkel határos.

## Népesség
A település népességének változása:
| Lakosok száma | 462  | 472  | 481  | 485  | 484  | 482  | 481  | 473  | 465  |
|               | 2013 | 2015 | 2016 | 2017 | 2018 | 2019 | 2020 | 2021 | 2022 |